# Grawitol
Grawitol (Gravitholus) – dwunożny, roślinożerny dinozaur należący do pachycefalozaurów.

## Opis
Dwunożny roślinożerca o grubej czaszce.

## Wielkość
Grawitol miał ok. 2,5 - 3 m długości i ok. 1,8 m wysokości. Ważył około 100 kg.

## Pożywienie
rośliny

## Występowanie
Grawitol występował w okresie późnej kredy (kampan) - około 75 milionów lat temu  na obszarze obecnej Ameryki Północnej. Szczątki grawitola zostały znalezione w kanadyjskiej prowincji Alberta.

## Behawior i etologia
Prawdopodobnie dinozaur ten używał swej grubej czaszki podczas walk samców o samicę.

## Filogeneza
Wśród paleontologów trwa obecnie debata, czy grawitolowi można przypisać rangę nowego rodzaju, czy też nazwa rodzajowa Gravitholus jest synonimem nazwy rodzajowej Stegoceras.

## Historia odkryć
Grawitol został opisany w 1979 przez Williama Walla i Petera Galtona. 

## Gatunki
- Gravitholus albertae.